# 태정관포고와 태정관달
태정관포고(太政官布告， 일본어: 太政官布告 다이죠우칸후코쿠[*]), 태정관달(太政官達， 일본어: 太政官達 다이죠우칸탓시[*])은 모두 태정관에 의해 공포된 메이지 시대 초기의 법령의 형식이다.

## 개요
태정관포고와 태정관달은 모두 메이지 시대 초기에 최고 관청으로 설치된 태정관에 의해 공포된 법령의 형식이다.
‘포고’(布告)와 ‘달’(達)의 구별은 처음부터 엄격하게 구분된 것은 아니었다. 1873년(메이지 6년)에 각 관청과 관원 대한 훈령으로서의 의미를 가지는 것에 대해서는 그 결정문을 ‘운운 후조 차지 상달후사’(云々候條此旨相達候事) 또는 ‘운운 후조 차지 가상 심득후사’(云々候條此旨可相心得候事)라고 하여 전국 일반에 선포해야할 내용은 ‘운운 후달 차지 포고 후사’(云々候條此旨布告候事)로 구분하기로 했다. 훗날 전자를 ‘태정관달’이라고 했고, 후자를 ‘태정관포고’라고 불렀다.
그러나 실제로는 그 후에도 그런 구별이 엄격하게 되었다고는 말하기 어렵고, 일반 국민을 구속하는 내용을 가지는 것도 태정관 달의 형식에 따라 정한 것도 있었다. 메이지 초기의 국가 의사 형성의 비일관성의 문제도 있었고, 규제 대상을 같이하는 법령이 몇 번이나 공포된 법령의 명칭도 ‘법’(法), ‘조례’(条例), ‘규칙’(規則), ‘률’(律) 등 다양한 것이 있었다. 또한 태정관 명의가 아니라 그 하부 조직 명의로 공포된 법령도 있었지만, 효력 관계에 상하가 있었던 것은 아니었다.
1885년 12월 22일, 내각제가 발족함에 따라 태정관제는 폐지되었다. 이듬해 1886년 2월 26일에는 법령의 효력과 형식을 공식화하기 위해 〈공문식〉(公文式) 이 제정되었고, 태정관포고 · 태정관달이라는 법 형식은 폐지되었다.

## 효력

### 메이지 헌법 이후의 효력
공문식 시행 이전에 공포된 태정관포고, 태정관달은 이후에 성립된 법령에 반하지 않는 한 그 효력을 보유한다. 1889년에 공포된 일본 제국 헌법(메이지 헌법)은 그 제76조 제1항에서 “법 규칙 명령 또는 다른 명칭을 사용하는 구속력을 가지는 법이라도 헌법에 배치되지 않는 이상 현행 법령을 준수하는 것은 효력을 가지고 있다”고 규정하고 종전의 규정도 그 내용이 위헌이 아닌 이상 유효한 것으로 취급되었다. 따라서 태정관포고, 태정관달을 대상으로 한 사항이 메이지 헌법 하에서 법률 조항이 되는 경우(천황에 입법권이 있지만, 제국 의회의 협조를 필요로 했다)에는 법률로서의 효력을 가지며, 명령 사항인 경우 명령으로서의 효력을 가질 수 있었다.
1946년(쇼와 21년)에 공포된 일본 헌법은 이 헌법 시행 전의 법령의 효력에 관한 명문 규정이 없었다. 이것으로 인해 제98조 1항에서 “그 조약에 반하는 법률, 명령 ......의 전부 또는 일부는 그 효력이 없다.”고 한 그 해석에 대해 메이지 헌법 하의 법령은 법령의 내용이 위헌인 경우에만 유효하다는 견해(내용설, 内容説), 내용이 합헌일 지라도 법령의 형식이 위헌이면 효력을 발생할 수 없고, 효력 생존을 위해 별도의 특별 조치가 필요하다는 견해(형식설, 形式説)와 같이 의견이 갈라졌다.
현실적인 취급은 메이지 헌법 하에서 법률로 제정된 것(법률로서의 효력을 가졌던 태정관포고와 태정관달도 포함)은 내용이 헌법에 위배되지 않는 한 효력이 존속되는 것으로 간주된다. 한편, 메이지 헌법 하에서 명령으로 제정된 것(명령으로서의 효력을 가졌던 태정관포고, 태정관달도 포함)은 당해 명령의 대상이 일본 헌법 하에서도 명령 사항인 경우 계속 명령으로서의 효력이 있다. 법률 사항인 경우 원칙적으로 1947년 12월 31일까지로 그 효력이 중단되었고, 필요한 경우에만 국회에 의한 검사를 거쳐 다시 제정되었다. (일본 헌법 시행 때 실제로 효력을 가지는 명령 규정의 효력 등에 관한 법률 제1조)
다만, 앞에서 언급한 메이지 초기 국가 의사 형성 불일치의 문제와 규제 대상을 같이하는 법령이 여러 번 공포된 것도 있었고, 포고, 달이 이후 법령에서 명시적으로 폐지되지 않았던 경우 나중에 내용이 상충되는 법령이 제정된 된 것으로 해석하여 효력을 상실했는지 아닌지 의문이 생긴 것도 있다.

### 현행 법령 상 효력이 있다고 해석되는 것
2014년 현재 현행 법령으로서의 효력을 가지는 것으로 해석된 태정관포고 · 태정관달은 법령 데이터 제공 시스템은 11건, 일본법령 색인에는 10건이 게재되고 있다. 다만 효력이 존속하고 있는지, 아닌지 해석이 갈라지는 것도 있기 때문에, 게재된 포고, 달에는 약간 차이가 있다.
- 역법 개정 포고 (1872년 태정관포고 제337호)

태양태음력(음력 천보력)에서 태양력(양력)에 역법 개정을 선포했다.
- 교수형기계도식 (1873년 태정관포고 제65호)

사형 집행에 사용하는 기기의 모양을 정한 포고. 메이지 헌법 하에서 법률로서의 효력을 가지고 있으며, 일본 헌법 하에서도 법률로서의 효력을 갖는다고 한 대법원 판례가 있다. (최대판 1961년 7월 19일)
- 훈장 제정 건 (1875년 태정관포고 제54호) ※ 2003년 4월 30일까지 이전 명칭 ‘훈장 종군 기장 제정 건’

영전의 일종인 훈장을 규정하는 포고. 행정 해석은 정부령으로서의 효력을 가진다고 되어 있기 때문에 개정 시행령에 의해 행해지고 있다. (2002년 8월 12일 공포 정령 제277호에 의한 개정) 다만, 헌법학자 사이에서 영전의 수여는 일본 헌법에서 법률 사항이기 때문에 위헌이 아닌가하는 견해도 유력하다.
- 쓰지 않는 물품 등 불하와 그 관청 소속의 관리 입찰금지 건 (1875년 태정관달의 제152호)

국유재산의 매각에 있어서 그 감독관청에 소속된 공무원 (간단하게 말하면 감독청 직원)의 입찰을 금지한 태정관달이다. 일본 국립국회도서관이 운영하는 일본법령 인덱스는 폐지 법령으로 거론하고 있다. 국유재산법 16조에 유사한 규정이 있다.
- 재판 사무 마음가짐 (1875년 태정관포고 제103호)

재판시 법원의 적용 원칙 등을 밝힌 포고. 법령 데이터 제공 시스템은 3조, 4조, 5조에 한해 들고 있다. 형사에 관한 사항이 해지된 것은 논란이 되지 않지만, 민사에 관한 사항 지금도 효력이 남아 있는 지, 남아있다면 그 범위를 얼마로 할 지 등에 대해서는 다툼이 있다. 효력이 있다고 해석된 경우는 법률로서의 효력을 가질 수 있다.
- 형법 (1878년 태정관포고 제36호)

일본의 현행 형법 (1907년 법률 45호)의 제정에 따라 폐지된 옛 형법이다. 형법시행법 (메이지 41년 법률 제29호) 25조, 37조에 따라 부가형으로 박탈공권, 정지공권의 내용에 관한 규정의 일부, 공개선출 투표를 위조하는 범죄에 관한 규정이 효력을 가지는 것으로 되어있다.
- 포상 조례 (1879년 태정관포고 제63호)

영전의 일종인 포상을 규정하는 포고.
- 관보의 발행 (1880년 태정관달 제27호)

관보를 발행에 대한 태정관달
- 폭발물 단속 벌칙 (1881년 태정관포고 제32호)

치안을 방해하거나 사람의 신체, 재산을 해할 목적에 의한 폭발물 사용 등을 처벌하는 포고. 법률로서의 효력을 가진다. (최2판 1959년 7월 3일)
- 해저전신선 보호 만국연합조약 (1882년 태정관포고 제17호)

해저전신선 보호 만국 연합 조약에 가입한 것을 나타내는 포고.